# Elecciones presidenciales de Islandia de 1952
Las elecciones presidenciales de Islandia de 1952 fueron las primeras elecciones presidenciales directas en la historia de Islandia. Se llevaron a cabo el 29 de julio para elegir al sucesor del presidente Sveinn Björnsson, que había fallecido durante su tercer mandato. Hasta entonces, Björnsson, primer Presidente de Islandia, había sido elegido por el Alþingi.
El resultado fue una victoria para Ásgeir Ásgeirsson, del Partido Socialdemócrata, que obtuvo el 48.3% de los votos. Desde entonces, hasta 1968, no volvería a haber elecciones presidenciales directas, y Ásgeirsson sería reelegido por el Alþingi.

## Resultados
| Candidato                          | Votos  | %    |
| ---------------------------------- | ------ | ---- |
| Ásgeir Ásgeirsson                  | 32.924 | 48.3 |
| Bjarni Jónsson                     | 31.045 | 45.5 |
| Gísli Sveinsson                    | 4.255  | 6.2  |
| Votos en blanco/anulados           | 2.223  | –    |
| Total                              | 70.447 | 100  |
| Votantes registrados/participación | 85.877 | 82.0 |
| Fuente: Nohlen & Stöver            |        |      |